# Irma Tervani
Irma Tervani   (Hèlsinki, 4 de juny de 1887 - Berlín, 29 d'octubre de 1936), nascuda Irma Achté, va ser una cantant lírica finesa (contralt). Es va distingir per les seves interpretacions de l'òpera Carmen i d'alguns papers wagnerians.

## Biografia
Irma Achté nasqué el 4 de juny de 1887 a Helsinki, filla d'Emmy Strömer-Achté, cantant d'òpera, i de Lorenz Nicolai Achté, director d'orquestra. Tenia una germana més jove, Aino, que també esdevindria cantant lírica de renom internacional amb el nom d'Aino Ackté.
La seva mare li va fer classes entre 1905 i 1907, i també va estudiar al Conservatori de París amb el professor Edmond Duvernoy entre 1904 i 1906, i després a Dresden, on va treballar per primer cop a la Semperoper el 1908, fent de Dalila a l'òpera Samson et Dalila de Camille Saint-Saëns.
Tot seguit va cantar per a altres companyies d'òpera a Alemanya, especialment a Frankfurt del Main el 1910, on va assolir un gran èxit amb la seva interpretació intensa de Carmen. També hi va interpretar Orfeu i Eurídice de Christoph Willibald Gluck, Il trovatore i Aida de Verdi, i diverses òperes de Wagner. A Finlàndia hi va fer Elinan surma d'Oskar Merikanto el 1910, i un cop més Carmen el 1912.
Irma Tervani es casà amb el director alemany Paul Wiecke el 1916. Es retirà de l'òpera de Dresden el 1932, i s'instal·là amb el seu marit i els seus dos fills a Berlín, on morí el 29 d'octubre de 1936.